# Julie McDonald (Schwimmerin, 1970)
Julie Maree McDonald OAM (* 14. März 1970 im Bundesstaat Queensland) ist eine ehemalige australische Schwimmerin. Sie gewann bei den Olympischen Spielen 1988 in Seoul eine Bronzemedaille über 800 Meter Freistil. Bei den Commonwealth Games gewann sie je zwei Gold- und Silbermedaillen.

## Sportliche Karriere
Die internationale Karriere von Julie McDonald begann bei den Commonwealth Games 1986 in Edinburgh, wo McDonald mit fünf Sekunden Rückstand auf die Engländerin Sarah Hardcastle Silber über 800 Meter Freistil gewann. Einen Monat später bei den Weltmeisterschaften 1986 in Barcelona erreichte McDonald den vierten Platz über 800 Meter Freistil und den neunten Platz über 400 Meter Freistil. 1987 siegte McDonald bei den Pan Pacific Swimming Championships in Brisbane über 800 Meter Freistil mit fast zehn Sekunden Vorsprung vor Janet Evans aus den Vereinigten Staaten. Über 400 Meter Freistil siegte Evans mit 0,78 Sekunden Vorsprung vor McDonald. McDonald trat in Brisbane auch über 200 Meter Freistil an und belegte den fünften Platz. 1988 nahm Julie McDonald bei den Olympischen Spielen in Seoul nur am Wettbewerb über 800 Meter Freistil teil. Im Vorlauf schwamm sie nach Astrid Strauß aus der DDR und Janet Evans die drittschnellste Zeit. Im Finale siegte Janet Evans mit fast zwei Sekunden Vorsprung vor Strauß. Julie McDonald erkämpfte die Bronzemedaille mit 0,16 Sekunden Vorsprung vor Anke Möhring, der zweiten Schwimmerin aus der DDR.
Bei den Pan Pacific Swimming Championships 1989 in Tokio belegte McDonald den vierten Platz über 800 Meter Freistil. Über die erstmals ausgetragenen 1500 Meter Freistil wurde sie Dritte hinter ihrer Landsfrau Janelle Elford und Julie Kole aus den Vereinigten Staaten. Anfang 1990 fanden in Auckland die Commonwealth Games 1990 statt. Über 400 Meter Freistil siegte die Australierin Hayley Lewis vor Julie McDonald. Auch über 800 Meter Freistil gab es einen Doppelsieg für die Australierinnen, McDonald gewann vor Janelle Elford. In der 4-mal-200-Meter-Freistilstaffel hatten die Australierinnen mit Lewis, Elford, Jennifer McMahon und McDonald im Ziel über sieben Sekunden Vorsprung vor den Engländerinnen. Im Januar 1991 bei den Weltmeisterschaften in Perth erreichte McDonald den fünften Platz über 400 Meter Freistil und den siebten Platz über 800 Meter Freistil. Mit der 4-mal-200-Meter-Freistilstaffel belegte McDonald den vierten Platz. 1992 bei den Olympischen Spielen in Barcelona schied McDonald über 400 Meter Freistil als 18. der Vorläufe aus. Über 800 Meter Freistil wurde sie 15. der Vorläufe.